# Klotten
Klotten là một xã thuộc huyện Cochem-Zell, bang Rheinland-Pfalz, Đức. Xã này có diện tích 16,07 ki-lô-mét vuông.